# Anagyrus mangicola
Anagyrus mangicola är en stekelart som beskrevs av John S. Noyes 1990. Anagyrus mangicola ingår i släktet Anagyrus och familjen sköldlussteklar. Inga underarter finns listade i Catalogue of Life.